# 世田谷区立烏山北小学校
世田谷区立烏山北小学校（せたがやくりつ からすやまきたしょうがっこう）は、東京都世田谷区北烏山にある公立小学校。

## 概要
- 北烏山、南烏山の一部を通学区域とする[2]。
- 校庭は芝生で、校舎はユニバーサルデザイン設計であり、近隣の小学校の中では恵まれた環境にある。

## 沿革
- 1953年に開校した[3]。
- 現在の校舎はユニバーサルデザインで設計され、2012年に完成した[3]。また、同年に校庭に芝生が敷かれている[3][4]。
- 5年ごとの節目となる開校記念日には、生徒全員による校庭での撮影を行う。

### 変遷
- 1953年（昭和28年） - 岩崎清作が初代校長に就任し、児童数394名で開校。
- 1955年（昭和30年） - 校舎増築。
- 1956年（昭和31年） - 校舎増築。校歌制定。
- 1957年（昭和32年） - 第1回卒業式挙行。
- 1960年（昭和35年） - 校旗制定。
- 1967年（昭和42年） - 鉄筋校舎増改築。
- 1969年（昭和44年） - 通学路制定。
- 1974年（昭和49年） - 耳とことばの学級開設。
- 1982年（昭和57年） - 青がし庭園完成。
- 1990年（平成2年） - 新体育館、プール完成。
- 1996年（平成8年） - きこえとことばの教室開設。
- 2001年（平成13年） - ノーチャイム施行、パソコンルーム完成。
- 2002年（平成14年） - 創立50周年記念式典挙行。
- 2005年（平成17年） - 芝生の校庭完成。
- 2007年（平成19年） - 校舎改築基本設計。
- 2009年（平成21年） - 仮設校舎完成。
- 2010年（平成22年） - 旧校舎解体工事、新校舎建設開始。
- 2012年（平成24年） - 新校舎完成。
- 2013年（平成25年） - 新校舎落成と創立60周年の両記念式典挙行。芝生校庭完成。

## 教育方針
- よく考え最後までやりぬく子ども
- 豊かな心をもち仲良く助け合う子ども
- すすんで健康な体をつくる子ども

校長によって教育方針が異なることもあるが、区立なので特に大きな教育方針はない。

## 通学区域
出典
- 北烏山3丁目（全域）
- 北烏山4丁目（全域）
- 北烏山5丁目（1～18番）
- 北烏山6丁目（全域）
- 南烏山4丁目（全域）
- 南烏山6丁目（1～15番、26～38番）

## 進学先中学校
区立中学校に進学する場合
- 世田谷区立烏山中学校
- 私立や国立、都立の中等教育学校などに中学受験で進学する人も多い。特に近くの都立中学である東京都立三鷹中等教育学校に受験して進学する人や、私立國學院久我山中学校に行く人が多い。また学力のレベルも高くなっており、難関中学と言われる中学に行く人も毎年いる。烏山中学校進学者と受験生の割合は6対4ほどである。

## 交通
- 関東バス「烏01」系統で、「烏山北小学校」バス停下車。
- 京王電鉄京王線千歳烏山駅より、
  - （東口(北口)）から、徒歩約650m・約10分。
  - 上述の関東バス「烏01」系統に乗車し4分、「烏山北小学校」バス停下車。
    - なお、「烏01」系統は循環運行のため、千歳烏山駅へは、徒歩移動の方が早い（千歳烏山駅行バスの所要時間は22分）。